# Ford Maverick (1969)
Ford Maverick — компактный автомобиль, выпускаемый компанией Ford с 1969 по 1977 год. Пришёл на смену автомобилю Ford Falcon. Вытеснен с конвейера моделью Ford Fairmont.

## История
Автомобиль Ford Maverick впервые был представлен 17 апреля 1969 года. Серийно модель производилась с 1970 года.
Принципиальным отличием от предшественника является удлинённый капот. При проектировании конструкции был учтён опыт Ford Mustang. Всего было выпущено 2,1 млн. экземпляров.
Производство завершилось в 1977 году.

## Галерея

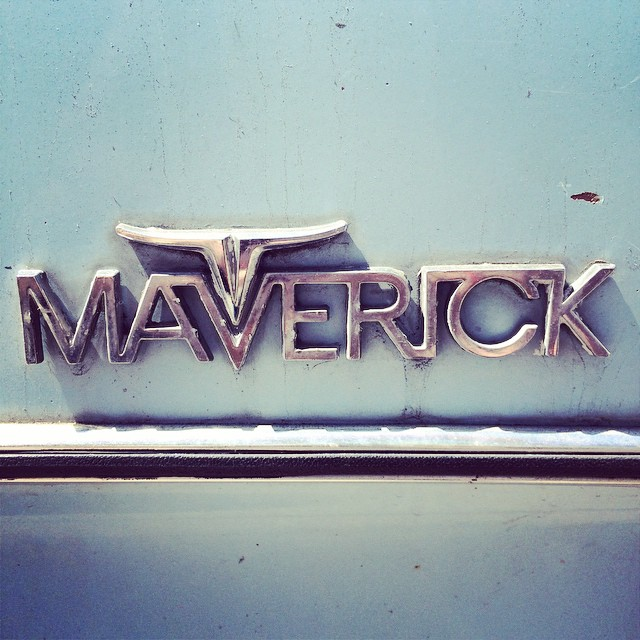
Шильдик Maverick
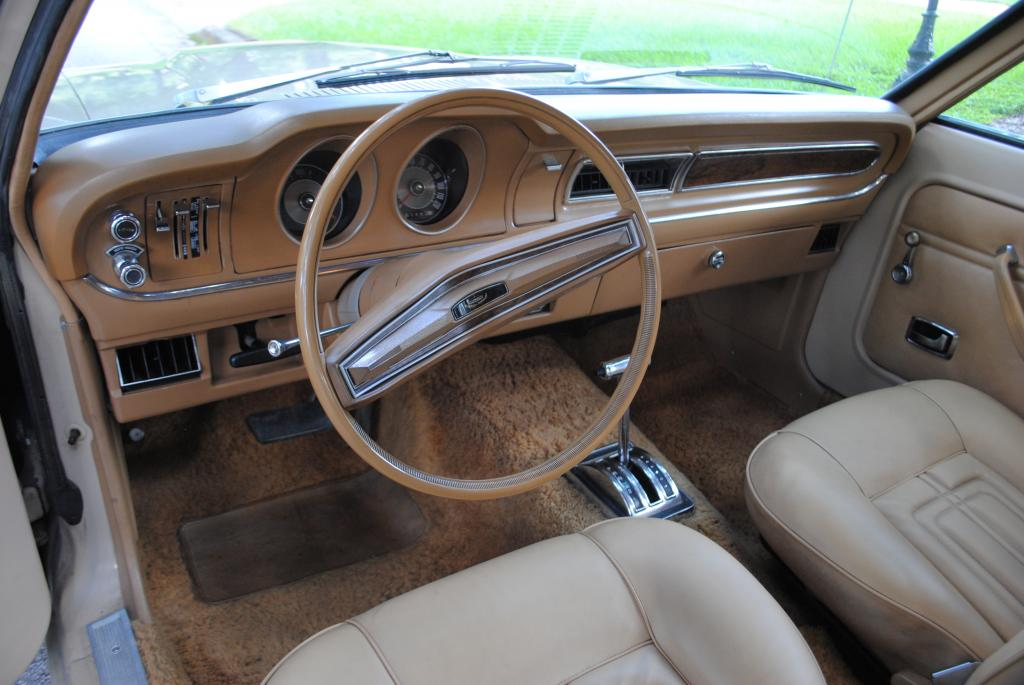
Место водителя
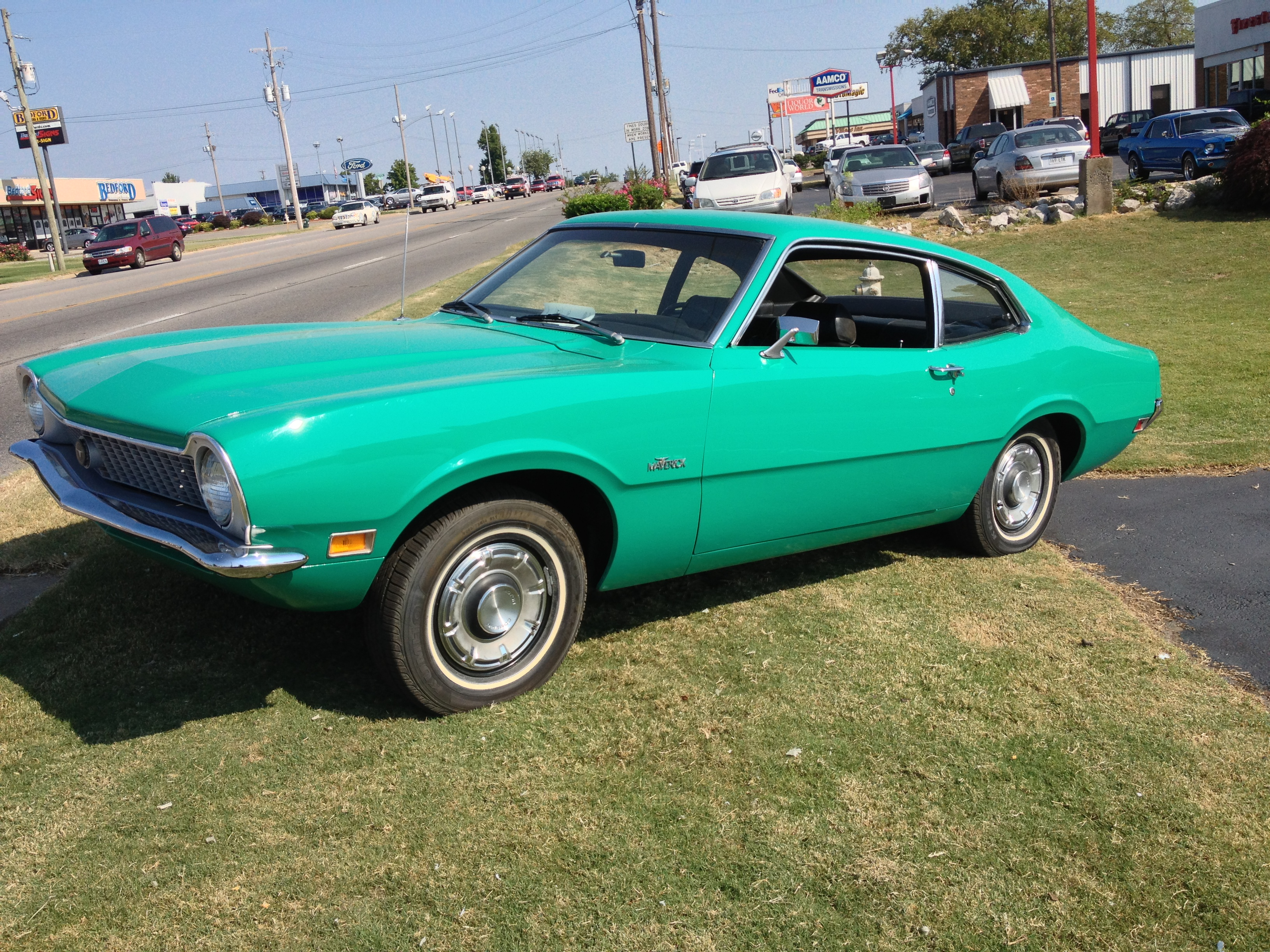
Ford Maverick (1970—1972)
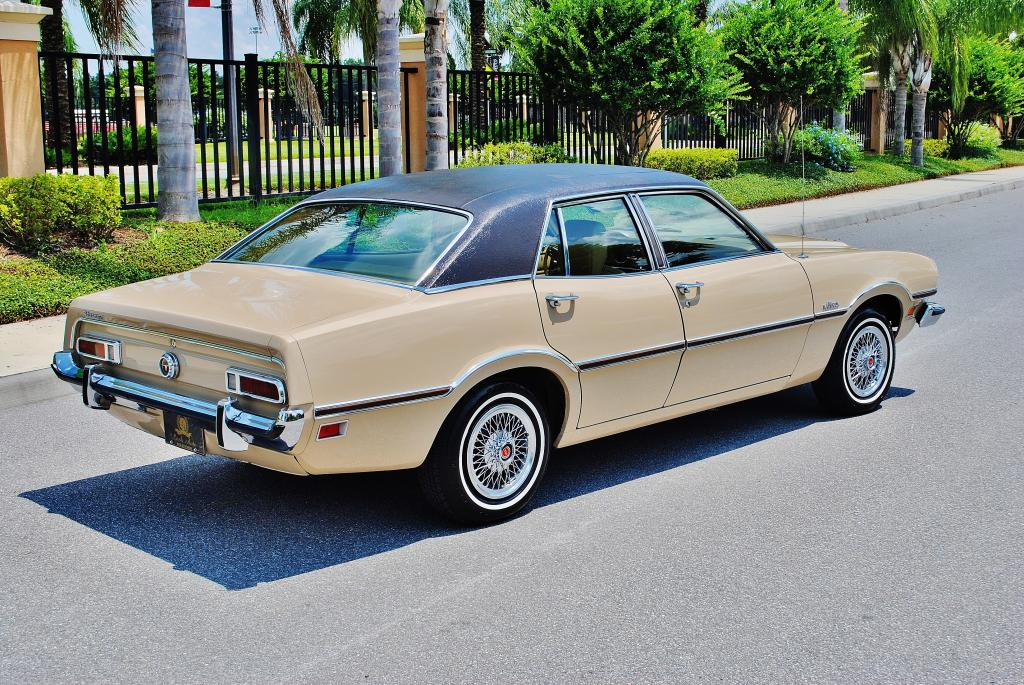
Ford Maverick (1973)
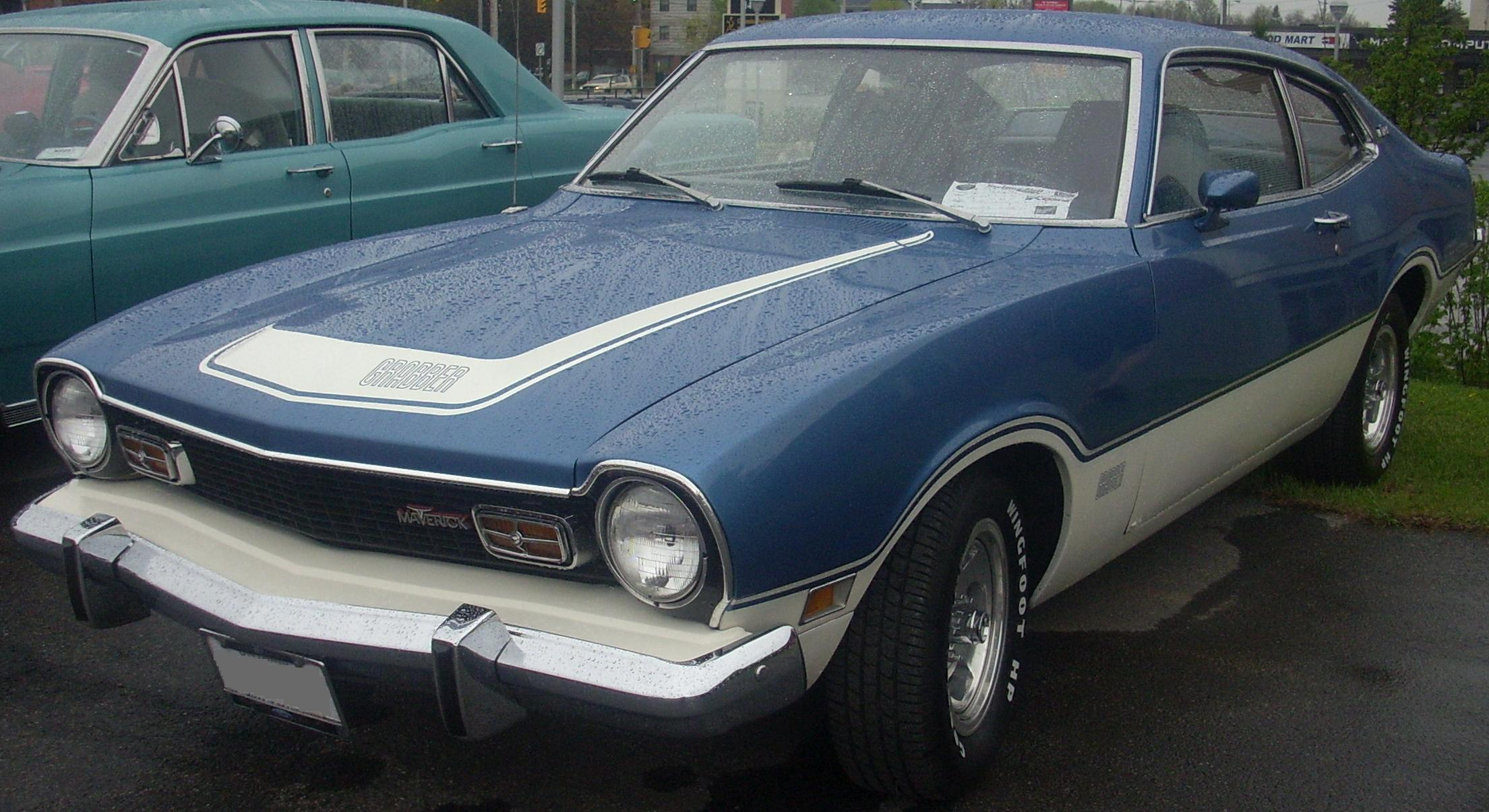
Ford Maverick Grabber (1973)
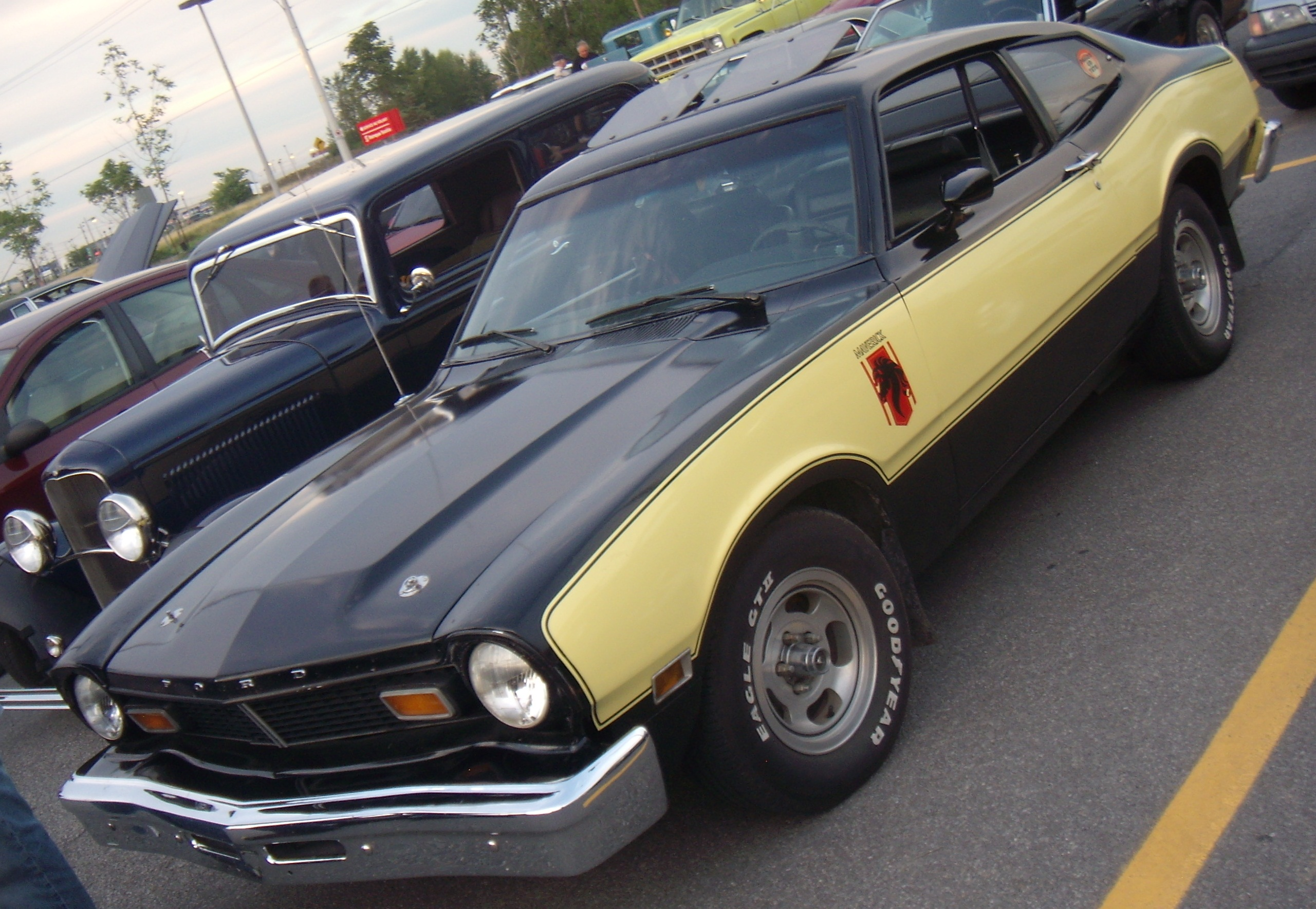
Ford Maverick Stallion (1976)